# Soproni Ági
Soproni Ági, született: Schwartz Ágnes, később Sólyom Ágnes (Kiskőrös, 1949. november 23. – Budapest, 2000. március 9.) magyar színésznő.

## Családja
Édesapja Sólyom (Schwartz) Ferenc, édesanyja Faludi Valéria. Unokatestvére Sólyom Tamás (sz. 1953) zenész, dalszövegíró, zeneszerző.

## Életrajza
1949-ben született Schwartz Ágnes néven Kiskőrösön, de pár hónapos volt, amikor Kiskunhalasra került. Édesapja később Sólyomra magyarosította a nevét, és Schwartz Ágnesből is Sólyom Ágnes lett. Édesanyja hat évre intézetbe adta Kecskemétre. Itt 1959-től másodikos gimnazista koráig nevelkedett, mert elváltak a szülei. Kecskeméten érettségizett a Katona József Gimnáziumban, utána Budapestre költözött.
1975-ben szerzett oklevelet a Színház- és Filmművészeti Főiskolán, majd a kecskeméti Katona József Színházhoz szerződött. 1979-ben a Várszínház–Népszínház tagja, 1983 és 1989 között a Nemzeti Színházban játszott. 1983 és 1985 között a zalaegerszegi Hevesi Sándor Színházban is fellépett vendégszereplőként. 1990-től meggyilkolásáig szabadfoglalkozású művész.

## Halála
Megölését saját fia, Petróczi András felbujtására annak barátja, Lázár Zsolt hajtotta végre. A férfit édesanyjával megromlott kapcsolata és anyagi gondjai ösztönözték arra, hogy az asszony meggyilkolásának árán megörökölje a családi házukat, amelynek eladásából új életet kezdhessen. 2000 március 9-én este fia unszolására Lázár Zsolt megölte a színésznőt, másnap a holttestét fel is darabolta, majd a maradványokat Solymáron közösen elásták. Négy nappal később, 2000 március 13-án András bejelentette anyja eltűnését a rendőrségen, Soproni Ágit pedig hét hónapon keresztül eltűnt személyként keresték. 2000 októberében azonban a rendőrség tudomására jutott információkból rájöttek, hogy az eltűnt színésznőt saját fia ölethette meg. Miután a nyomozás új fordulatot vett, a gyilkosokat is beismerő vallomásra bírták. A színésznő maradványai közül mindössze a feje került elő a solymári kiserdőben. 2002-ben első fokon, 2003-ban pedig jogerősen is életfogytiglani szabadságvesztésre ítélték őket előre kitervelt és nyereségvágyból elkövetett emberölés miatt. Soproni Ági gyilkosa legkorábban 2035-ben, míg fia 2040-ben szabadulhat.

## Főbb színházi szerepei
- Herbinette (Molière: Scapin furfangjai)
- Iras (Shakespeare: Antonius és Cleopatra)
- Mi (Lehár Ferenc: A mosoly országa)
- Zsuzsi (Mozart: Figaro házassága)
- Natalja (Solohov–Ruszt József: Csendes Don[8]
- Ludmilla (Katajev: A kör négyszögesítése)
- Abigail (Scribe: Egy pohár víz)
- Szilvia (Betti: Bűntény a kecskeszigeten)
- Julie (D’Ennery–Cormon: A két árva)
- Viola (Shakespeare: Vízkereszt, vagy amit akartok)
- Cassandra (Hubay Miklós: A túszszedők)

## Filmjei

### Játékfilmek
- Csínom Palkó (1973)
- Az idők kezdetén (1975)
- Vérszerződés (1983)
- A nagy generáció (1985)
- András Ferenc: Az utolsó nyáron (1991) (Szögesné, feleség az 5. baráti házaspárból, férjét Körtvélyessy Zsolt alakítja)
- Szabó Ildikó: Csajok (1996)

### Tévéfilmek
- A párkák (1975)
- Zendül az osztály (1975)
- Haszontalanok (1976)
- Molière: Scapin furfangjai (1976) (Herbinette)
- Radó Gyula: A vonatok reggel indulnak (1976) (Barátnő)
- Zokogó majom (1978) (A kövespad lakója)
- Lóden-show (zenés tévéfilm, 1980)
- Telepódium
  - Alacsony az Ararát (1981)
  - Csak semmi politika (1981)
  - Tökéletes házasság (1982)
- A tönk meg a széle (1982) (Etel, Várkerti barátnője)
- Glória (1982)
- Eugène Scribe: Egy pohár víz (színházi felvétel, 1983) (Abigail)
- Linda (Oszkár tudja, 1984) (Bárpultosnő)
- Rafinált bűnösök (1985)
- Alapképlet (1989)
- Családi kör
  - Törések (1989)
  - Sodródás (1989)
  - Vergődés (1990)
  - Krémeszabáló, 1994
- The Gravy Train Goes East (tévésorozat, 1991) (Prostituált)
- Maigret: A türelmes Maigret (Prostituált) (1992)
- Kisváros (tévésorozat, Fegyverek és kokain, 1993) (Kerekes úr titkárnõje)
- Kis Romulusz (1994)

## Szinkronszerepek

### Filmbeli szinkronszerepei[9][10]
| Cím                              | A film elkészülte | Magyar változat (szinkron) | Szerep                         | A szinkronizált színész |
| -------------------------------- | ----------------- | -------------------------- | ------------------------------ | ----------------------- |
| Az alvajáró Bonifác              | 1951              |                            | Thomas kisasszony              | Mathilde Casadesus      |
| Sissi 3.: Sissi – Sorsdöntő évek | 1957              |                            | Portugál nyelvtanárnő Madeirán |                         |
| Kleopátra                        | 1963              | (2. szinkron)              | Főpapnő                        | Pamela Brown            |
| Folytassa, doktor!               | 1967              |                            | Mavis Winkle                   | Dilys Laye              |
| Teoréma                          | 1968              |                            | Emilia, szolgálólány           | Laura Betti             |
| Borsalino                        | 1970              |                            | Rinaldiné                      | Corinne Marchand        |
| Anna hercegnő gyűrűje            | 1970              | 1977                       |                                |                         |
| Apacs kapitány                   | 1971              |                            | Abigail                        | Faith Clift             |
| A stadion őrültjei               | 1972              | 1975                       | Délice                         | Martine Kelly           |
| Tedd a szörnyet a címlapra!      | 1972              |                            | Rita Zigai                     | Laura Betti             |
| Két férfi a városban             | 1972              | 1974                       | Évelyne                        | Cécile Vassort          |
| A rendőrnő                       | 1974              | 1997                       |                                |                         |
| Csúfak, piszkosak és gonoszak    | 1976              | 1979                       | Tommasina                      | Clarisse Monaco         |
| Magasfrász                       | 1977              |                            | Charlotte Diesel nővér         | Cloris Leachman         |
| Mindenáron vesztes               | 1978              |                            | Sybil                          | Joyce Jameson           |
| Az utolsó szűz Amerikában        | 1982              |                            | Anya                           | Sandy Sprung            |
| Életben maradni                  | 1983              | 1993                       | Fatima                         | Norma Donaldson         |
| A hóember                        | 1985              |                            | Cora                           | Polly Eltes             |
| Pajzán kísértetek                | 1988              |                            | Katie                          | Mary Coughlan           |
| Papi                             | 1988              |                            | Polly                          | Ingrid Craigie          |
| Trükkös Tomi és a bélyegutazás   | 1988              |                            | Robin, postáslány              | Robin Laurie            |
| Zöld kártya                      | 1990              |                            | Lauren                         | Bebe Neuwirth           |
| A király ágyasa                  | 1990              |                            |                                |                         |
| Danielle Steel: Második esély    | 1991              |                            | Carol Kellerman                | Randee Heller           |
| Gézengúzok karácsonya            | 1991              |                            | Olivia                         | Andrea Martin           |
| Oscar                            | 1991              | 1991                       | Vendetti manikűröse            | Arleen Sorkin           |
| A kis Buddha                     | 1993              |                            |                                |                         |
| A rettegés rabságában            | 1995              |                            | A királynő                     | Adrienne Barbeau        |

### Filmsorozatbeli szinkronszerepei
| Cím                         | A film elkészülte | Magyar változat (szinkron) | Szerep                            | A szinkronizált színész |
| --------------------------- | ----------------- | -------------------------- | --------------------------------- | ----------------------- |
| Columbo: Képek keret nélkül | 1971              | (2. szinkron)              | Mitilda ismerőse a képkiállításán | Sandra Gould            |
| Háború és béke              | 1972              |                            | Szonya                            | Joanna David            |
| Columbo: A bűn jelöltje     | 1973              |                            | Victoria „Vicki” Hayward          | Joanne Linville         |
| Columbo: Gyönyörű gyilkos   | 1973              | (2. szinkron)              | Eladó a ruhaüzletben              |                         |
| Columbo: Negatív reakciók   | 1974              |                            | Frances Galesko                   | Antoinette Bower        |
| Columbo: Az ínyenc gyilkos  | 1978              | 1994                       | Mary Choy                         | France Nuyen            |
| Columbo: Az összeesküvők    | 1978              |                            |                                   |                         |
| Dallas                      | 1978–1991         |                            |                                   |                         |
| Columbo: Fogas kérdés       | 1990              |                            | Frances                           | Lynne Marta             |
| Hupikék törpikék (rajzfilm) | 1981              |                            | Laura                             | –                       |
| Paula és Paulina            | 1998              |                            | Eulalia                           | Irma Torres             |

## Egyéb televíziós munkái
- az MTV Napközi című műsorának szerkesztő-riportere

## Könyve
- Kalla Éva–Soproni Ágnes: Írják le a sóhajtásomat! – milyen lehet cigánynak lenni?[11] (interjúk), Magvető, Budapest, 1997. ISBN 963-14-2102-3